# Sempre Xonxa
Sempre Xonxa és un llargmetratge dirigit per Chano Piñeiro i estrenat el 25 de novembre de 1989. Va ser el primer llargmetratge gallec rodat en 35 mm i juntament amb Urxa, de Carlos Piñeiro i Alfredo García Pinal, i amb Continental, de Xavier Villaverde, l'honra de ser una de les primeres pel·lícules de ficció gallega. Durant vint anys fou la pel·lícula en gallec més vista de la història, amb 62.203 espectadors als cinemes després de la seva estrena, finsque fou superat per O que arde el 2019.

## Argument
Sempre Xonxa és una pel·lícula sobre les conseqüències emocionals de la emigració.
Dos nens, Pancho i Birutas, que viuen plàcidament al mateix llogaret, estan platònicament enamorats de Xonxa. Un d'ells, El Birutas, ha d'emigrar, deixant Xonxa i Pancho al llogaret. Quan aquest torna de l'emigració, convertit en un home ric, descobreix que Xonxa i Pancho s'han casat.

## Repartiment
- Uxía Blanco - Xonxa
- Miguel Ínsua - Birutas
- Xabier R. Lourido - Pancho
- Roberto Casteleiro - Caladiño
- Roberto Vidal Bolaño - D. Xosé Luís
- Rodrigo Roel - Don Camilo, el clergue
- Rosa Álvarez - Rosa, mare de Pancho
- Loles León - Minga
- Aurora Redondo - Mamarosa
- Luchi Ramírez - filla de Xonxa de nena
- Xaime Nogueira - fill de Xonxa de nen
- María Viñas - Xonxa adolescent
- Roberto Fernández - Pancho adolescent
- Manuel Alonso - Birutas adolescent

## Característiques
La història abasta el període que va de 1947 a 1986, i s'estructura en quatre episodis, cadascun vinculat a una estació de l'any. La primavera correspon a la infància, el estiu a la pubertat, el tardor a la maduresa i a la forçada emigració, i el hivern a la vellesa i al retorn.
Es tracta d'una pel·lícula realista, encara que pot considerar-se emmarcada dins del realisme màgic propi de Álvaro Cunqueiro, destacant en aquest sentit al personatge de Caladiño, que es relaciona amb la Galícia màgica i llegendària dels contes populars.
En la primera part del film, apareix retratat el món del llogaret gallec durant el franquisme, igual que ja havia fet Chano Piñeiro en Mamasunción.

## Producció
El guió de Sempre Xonxa va conèixer el seu primer esborrany ja a la fi de 1985, abans fins i tot que el rodatge d'Esperanza. Chano Piñeiro va trobar la inspiració en les històries de l'emigració que havia sentit relatar en la seva Forcarei natal i en els llogarets de Rubillón i Baíste (Avión), on hi havia gravat Mamasunción.
Va tenir fins a nou versions fins a arribar a la definitiva, en 1988. Entre versió i versió, Chano Piñeiro va començar a buscar les localització de la pel·lícula: Santa Olaia de Valdeorras, anomenada Trasdomonte en la ficció.
El rodatge va començar en 1988, però per motius econòmics i tècnics es va demorar durant un any i mig. Va ser estrenada en 1989, aconseguint un gran èxit als cinemes de Galícia. En la resta d'Espanya va passar completament desapercebuda, la qual cosa és fàcilment comprensible, a causa de la seva temàtica centrada en l'emigració del món rural gallec. A nivell internacional, va guanyar diversos premis i va tenir una certa vida comercial, especialment en països on l'emigració gallega tenia presència.
El paper de Xonxa va ser interpretat per Uxía Blanco, un paper que la col·locaria com l'actriu més important de l'incipient panorama audiovisual gallec. Miguel Ínsua va encarnar a Birutas, i Xabier R. Lourido a Pancho. Una de les interpretacions més destacables va ser la de Roberto Vidal Bolaño com a professor de l'escola. També van participar en la pel·lícula les actrius Aurora Redondo i Loles León, així com el fotògraf Manuel Ferrol, que es va interpretar a si mateix i en el qual Chano Piñeiro es va secundar per a homenatjar els fotògrafs populars que van retratar la Galícia emigrant.
El rodatge de Sempre Xonxa va estar ple de dificultats. Chano Piñeiro esperava comptar amb el suport del Ministeri de Cultura d'Espanya, que li va negar fins a tres vegades la subvenció. Els problemes financers van complicar la producció i van afeblir la salut del director. Només es va continuar quan es va aconseguir el patrocini de la Conselleria de Cultura de la Xunta de Galicia (es diu que gràcies a la influència de Xosé Luís Barreiro Rivas, vicepresident del Govern gallec, amic de Chano Piñeiro i natural de Forcarei, com ell), de la Diputació de Pontevedra i de la Comissió del V Centenari del descobriment d'Amèrica.
Així i tot, la seva producció presentava complexitats que Chano Piñeiro no havia calculat correctament. D'entrada, va haver d'allargar el rodatge més del necessari per poder rodar en les diferents estacions de l'any. A més, el seu domini sobre la producció cinematogràfica encara no era suficient com per a afrontar la realització, la qual cosa va suposar més demores.